# Keith Whinnom
Keith Whinnom (17 de agosto de 1927-6 de marzo de 1986) fue un medievalista, ornitólogo e hispanista inglés.

## Biografía
Profesor en la Universidad de Exeter, fue conocido por sus estudios sobre el novelista del siglo XV Diego de San Pedro. Asimismo, el profesor Whinnom se destacó como filólogo especializado en lenguas criollas, interés que cultivó durante sus viajes internacionales tras completar sus estudios en la Universidad de Oxford (1945-1952). Desarrolló su carrera académica en diversas instituciones: trabajó en Hong Kong (1952-1955), en Dublín (1956-1961) y, posteriormente, como catedrático de Español en la Universidad de las Antillas (Jamaica, 1961-1967). A su regreso al Reino Unido en 1967, ocupó durante diecinueve años la cátedra de estudios hispánicos en la Universidad de Exeter. Fue presidente de la Association of Hispanists of Great Britain and Ireland, y al momento de su fallecimiento se desempeñaba como vicerrector adjunto de dicha universidad.
Entre sus otros cargos académicos fue director de Exeter Hispanic Texts, y servía en los comités editoriales de Bulletin of Hispanic Studies, Journal of Hispanic Studies, Celestinesca, Journal of Creole Studies, Incipit, Anuario de Filología Española y Illinois Medieval Monographs. En diciembre de 1985 se le nombró Socio de Honor de la Asociación Hispánica de Literatura Medieval.

## Obra
- Spanish Contact Vernaculars in the Phillippine Islands (1956)
- La Comedia Thebaida (1969)
- Glossary of Spanish Bird-Names (1966)
- Diego de San Pedro, Obras completas (1972-79)
- Diego de San Pedro (1974)
- Diego de San Pedro, «Prison of Love», 1492,
- La poesía amatoria de la época de los Reyes Católicos (1981)
- The Spanish sentimental romance, 1440-1550 (1983)[1]
- Literary Historiography: libree Forms of Distorsion (1967).